# Óváros (Prága)

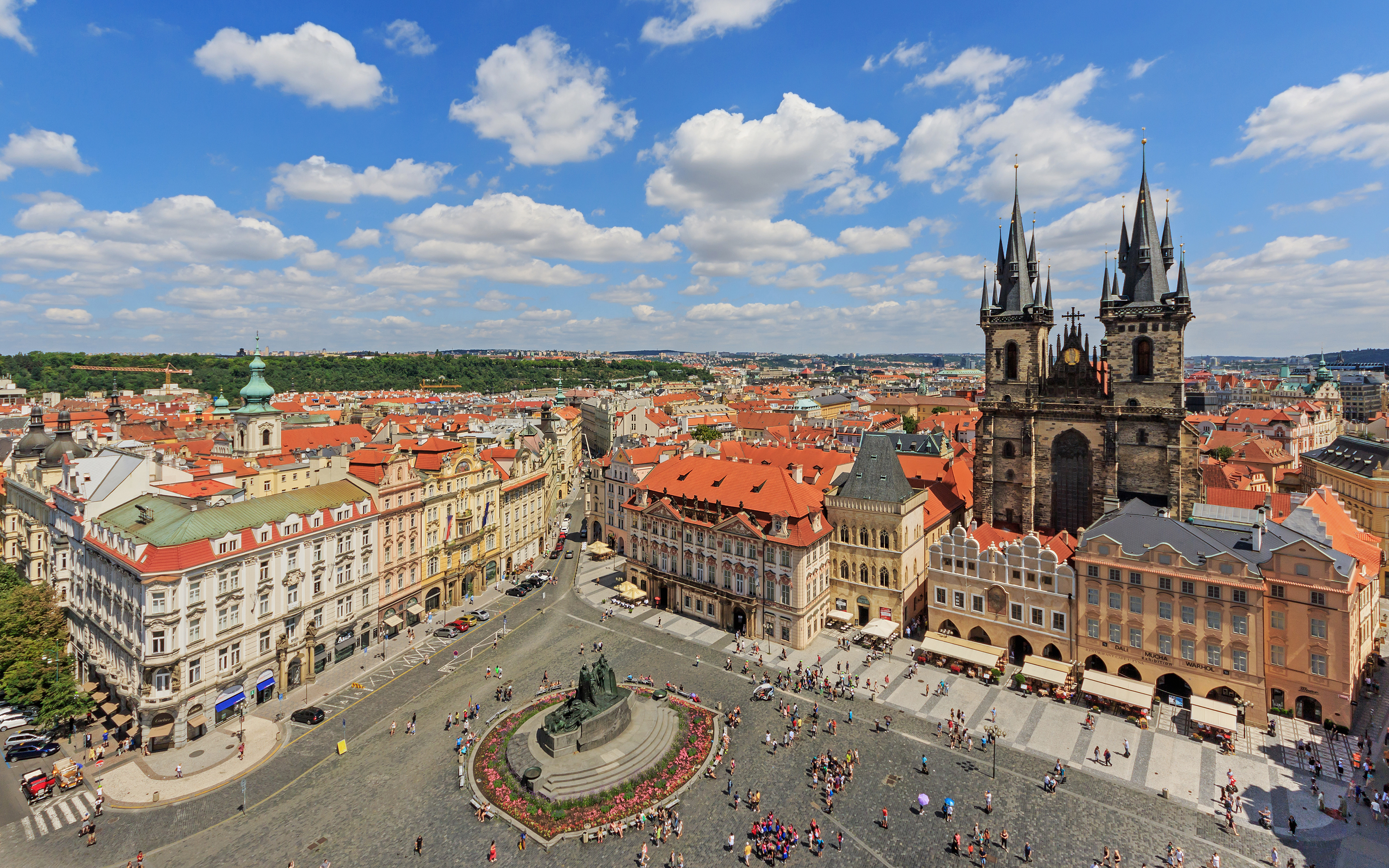
Az Óvárosi tér a Týn-templommal

A prágai Óváros (cseh nyelven Staré Město) Prága közepén helyezkedik el, a cseh főváros legrégebbi része. A városrész a Hradzsinnal és a Kisoldallal szemben, a Moldva kanyarulatában fekszik. Területe 1,29 km², a 2001-es népszámláláskor 10 531 lakója volt.

## Története
A 10. század elején a Moldva gázlóinak közelében apró települések alakultak ki, az átkelőhelyek egyike a mai Károly híd helyén volt. A 11. században az utak mellett bajor kereskedők telepedtek le, Týnben létrejött a cseh fejedelmi, majd királyi udvar, az apró települések gyorsan összenőttek, I. Vencel idején Eberhard királyi kincstárnok megalapította a Szent Gál-negyedet (Svatohavelská čtvrt). Ide bajorokat telepített be, és szabályos utcahálózata jelentősen különbözött a város addigi, halmaz jellegű részeitől. A Szent Gál-plébániatemplom körül kialakult településnek a király városi jogokat adott, és az új várost királyi városbíró igazgatta. A várost kelet felől ívben határoló védmű (városfal és árok) két vége a folyóra támaszkodott, és egységbe kapcsolta az új városrészt a régebbi, elszórt falvakkal.
A román kori épületek két-három méterrel a mai utcák szintje alatt álltak, ezért a Moldva gyakran elöntötte őket. A területet a 13. század végén elkezdték feltölteni, az utcák egyre magasabbra kerültek, így a román kori épületek földszintjei apránként a gótikus házak pincéivé alakultak. A bástyafalak mentén ekkor már mély védőárok húzódott; ennek vonala a mai belső körút.
Határait 1784-ben húzták meg. Ma Prága I. kerületének részeként a cseh főváros egyik leghangulatosabb, legtöbb látnivalót kínáló negyede.

## Nevezetességei
A városrész századokon át és ma is fennálló fontos szerepe a negyed építészetében is visszaköszön, a 13. századtól a 20. századig majd minden kor képviselteti magát. A városrész 1971 óta műemléki terület.

### Óváros tér
A negyed központja az Óváros tér, amelynek alakját 1230 körül határozta meg I. Vencel cseh király. A teret gótikus, reneszánsz és barokk épületek veszik körül.
Itt található a Óvárosi városháza a világhírű Orlojjal, itt áll Tycho Brahe nyughelye, a Týn-templom, a Szent Miklós-templom és a rokokó stílusú Goltz-Kinsky-palota, amelyben korábban gimnázium működött. Ide járt többek között Franz Kafka is.
Az Óváros zegzugos, udvarokkal, átjárókkal tarkított utcarengetegében van a Betlehem-kápolna, ahol Husz János tanított és prédikált, valamint a szecessziós, Smetanáról elnevezett koncertteremnek helyt adó Vigadó (Obecni Dům).
A városrész keleti végén álló Lőportoronytól (Prašná Brána) indult egykor a koronázási menet, hogy aztán az Óvároson és az azt a Moldva túlparti negyedekkel összekötő Károly hídon áthaladva érje el a Kisoldalt, majd a Hradzsint.
Az építészeti és történelmi emlékeken túl az Óváros hangulata a színházaknak, pantomimosoknak, éttermeknek, élénk éjszakai életének köszönhetően is egyedülálló látnivaló.
A köztéri szobrok közül a legjelentősebb Husz János emlékműve.

### Týn-udvar

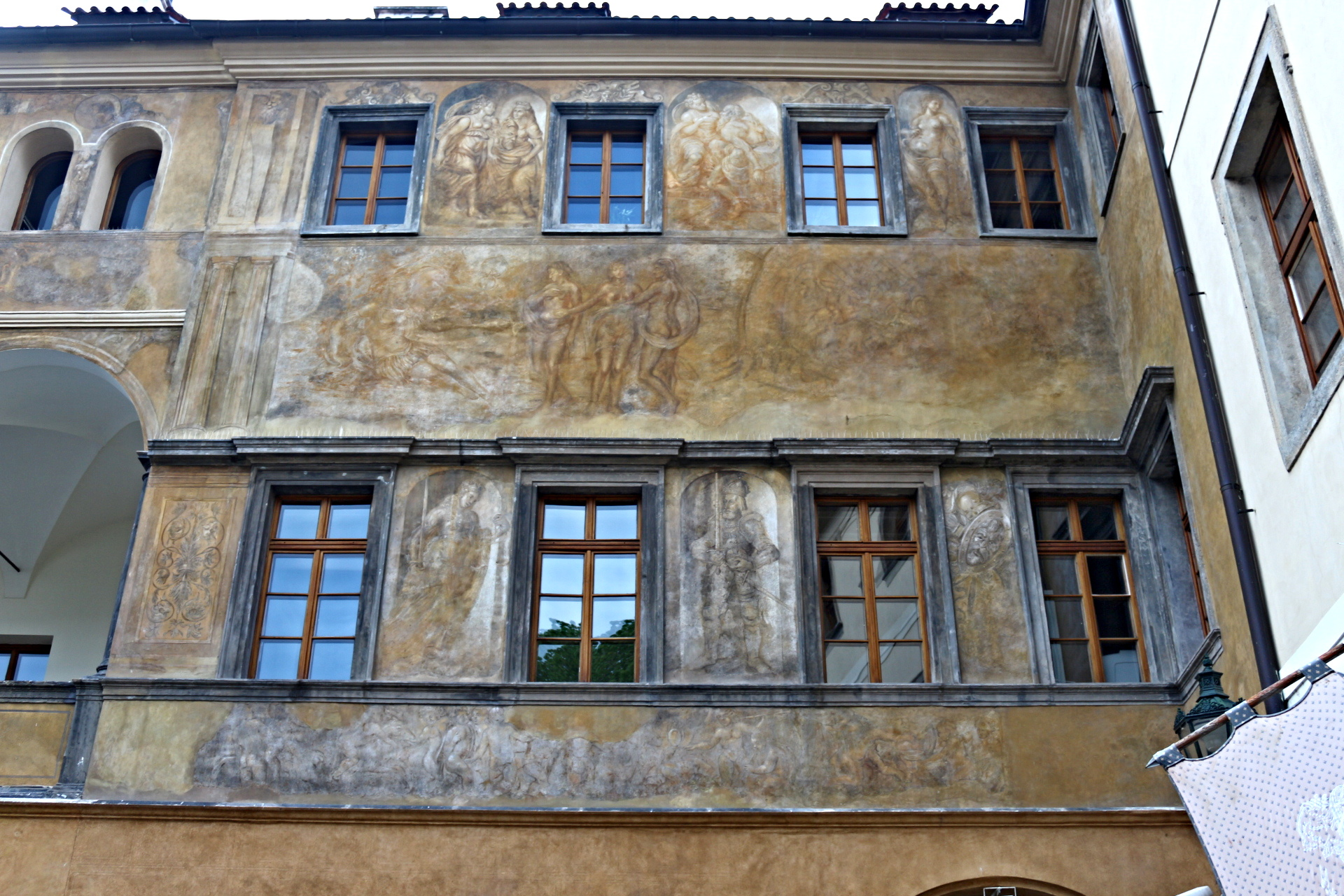
A Granovský-ház chiaroscuro díszítése

Az Óváros térhez keletről csatlakozik a Týn-templom és a Szent Jakab-bazilika, illetve a kis Týn-utca és a Malá Štupartská utca között elterülő Týn-udvar (német nevén: Ungelt).

### Kis tér
A Kis tér (Malé náměstí) neoreneszánsz építészeti érdekességei közül a leglátványosabb a Rott-ház és a tér közepén álló kovácsoltvas kút. Szép a Richter-ház klasszicista kapuja.

### Jan Palach tér
A Jan Palach teret (náměstí Jana Palacha) a Mánes híd végében alakították ki az Alše rakpartból (korábban Smetana rakpart). A bársonyos forradalom előtt Vörös Hadsereg térnek (náměstí Krasnoarmějců) hívták. Déli oldalán a Prágai Művészeti Akadémia áll, az északin a Rudolfinum, a keletin pedig a Károly Egyetem Bölcsészettudományi karának Filozófiai intézete. A parkosított téren több emlékművet, illetve emléktáblát helyeztek el.

### Keresztesek tere
A Keresztesek tere (Křižovnické náměstí) Prága Óvárosában a Károly híd és a Klementinum között van a Királyi úton; Európa egyik legszebb kisterének tartják.

### Celetná utca
Az alapvetően nyugat–kelet irányú Celetná utca a Gyümölcspiac (Gyümölcspiac utca, Ovocný trh) végét köti össze a Lőportoronnyal. A Vyšehradból a várba vezető királyi út része volt. Legnevezetesebb épületei:
- Arany Angyal ház,
- Cseh Sas ház,
- Fekete Madonna ház.[3]

### Károly utca
A kanyargós Károly utca (Karlova ulice) a Kis teret köti össze a Křižovnický térrel (Křižovnické náměstí). Művészettörténetileg legjelentősebb értéke az Arany kúthoz (U zlaté studny) címzett házé).

### Kapr utca
Az alapvetően északnyugat–délkelet irányú Kapr utca (Kaprová ulice) a Jan Palach teret köti össze a Franz Kafka térrel; ekként a Mánes híd (Mánesův most) jobbparti folytatásának tekinthető. A 28 méterrel a felszín alatt húzódó  Staroměstská metróállomás két bejárata fut ki erre az utcára.

### Keresztesek utcája
A Keresztesek utcája a Moldvához közeli, a folyóval többé-kevésbé párhuzamos utca. Északi vége a Jan Palach tér; azon túl folytatása a November 17. utca.

### November 17. utca
A November 17. utca a Jan Palach teret köti össze a régi zsidó temetővel (Židovský hřbitov). Ebből adódóan déli szakasza az Óvárosban, az északi Josefovban van.

### Templomok
- Szent Jakab-bazilika
- minorita kolostor (a Szent Jakab-bazilika mellett)
- Týn előtti Szűz Mária-templom
- Szent Miklós-templom
- Szent Gál-templom
- Szent Egyed-templom
- Falhoz épült Szent Márton-templom
- Betlehem-kápolna
- Szent József-templom
- Szent Szalvátor-templom
- Szent Ágnes-kolostor (a régebbi útikönyvekben „Boldog Ágnes-klastrom” néven)

### Kulturális intézmények
- Rendezvények háza (Reprezentációs ház)
- Náprštek-múzeum
- Smetana-múzeum
- Nemesi színház
- U Hilbernů kiállító palota
- Rudolfinum (A Cseh Filharmonikusok székháza)
- Klementinum (A Cseh Köztársaság Nemzeti Könyvtára)
- Karolinum — a Károly Egyetem főépülete

### Nevezetes épületek, építmények
- Lőportorony
- Óvárosi városháza
- Új városháza
- Két Arany Medve ház
- Clam-Gallas-palota
- Goltz–Kinský-palota
- Kunštat urainak palotája
- Jiří Wolker-színház
- Sixtus-ház
- Hrzán-palota
- Millesimo-palota
- Šrámek-ház (Menhartovský-ház)
- Buquoy-palota
- Vörös Sas ház
- Zöld Béka ház
- Schönpflug-ház
- Arany Angyal-ház
- Fekete Istenanya Háza
- Velfovič-ház
- Pacht-palota
- Arany Fa ház
- Čech híd
- Mánes híd
- Károly híd

## Lakossága
A városrész népességének változása:
| Lakosok száma | 46 060 | 42 332 | 37 888 | 35 503 | 30 481 | 24 718 | 20 592 | 13 040 | 10 531 | 6272 |
|               | 1869   | 1890   | 1900   | 1921   | 1930   | 1961   | 1970   | 1991   | 2001   | 2021 |